# 黎憲宗
黎憲宗（れいけんそう、ベトナム語: Lê Hiến Tông）は、後黎朝大越の第6代皇帝（在位：1498年 - 1504年）。名は黎 暉（れい き、ベトナム語: Lê Huy）または黎 鏳（れい そう、ベトナム語: Lê Tăng）、黎 檉（れい てい、ベトナム語: Lê Sanh）。

## 生涯
聖宗の長男。治水や絹紡績の奨励、官吏の汚職の摘発など聖宗の政策を引き継いで内治に意を注いだ。

## 子女

### 男子
- 安王 黎洵
- 威穆帝 黎誼
- 粛宗 黎敬甫
- 通王 黎溶
- 明王 黎治
- 思王 黎瀁